# Midway Arcade Treasures
Midway Arcade Treasures är en samling av 24 datorspel utgivna av datorspelsföretaget Midway. Spelsamlingen finns bl.a. utgiven till Windows, Xbox, Gamecube och Playstation 2.

## Spel
Samlingen består sammanlagt av följande 24 arkadspel:
| Titel                            | År   |
| -------------------------------- | ---- |
| 720°                             | 1986 |
| Blaster                          | 1983 |
| Bubbles                          | 1983 |
| Defender                         | 1980 |
| Defender II (a.k.a. StarGate)    | 1981 |
| Gauntlet                         | 1985 |
| Joust                            | 1982 |
| Joust 2: Survival of the Fittest | 1986 |
| Klax                             | 1989 |
| Marble Madness                   | 1984 |
| Paperboy                         | 1984 |
| Rampage                          | 1986 |
| Rampart                          | 1990 |
| RoadBlasters                     | 1987 |
| Robotron                         | 1982 |
| Root Beer Tapper                 | 1983 |
| Satan's Hollow                   | 1982 |
| Sinistar                         | 1982 |
| Smash TV                         | 1990 |
| SPLAT!                           | 1982 |
| Spy Hunter                       | 1983 |
| Super Sprint                     | 1986 |
| Toobin'                          | 1988 |
| Vindicators                      | 1988 |